# Notturno (musica)
Il notturno (in francese nocturne; in tedesco anche Nachtstück) è una composizione musicale evocativa della notte o comunque d'ispirazione notturna.
Brano caratteristico, ha andamento generalmente calmo, meditativo e lirico, spesso patetico; non sono escluse tuttavia, specie in alcuni degli autori più rappresentativi come Chopin, punte di drammaticità e inquietudine. Il notturno è tipico della sensibilità romantica, e richiama l'atmosfera naturale e gli stati d'animo legati alla notte, definendo un preciso clima espressivo musicale a cui possono ricondursi anche composizioni (sia anteriori sia contemporanee) non strettamente concepite come notturni.

## Nomenclatura
La nomenclatura musicale italiana comprende sotto il nome di notturno anche una diversa e più antica forma, che nella musica classica del XVIII secolo indicava una composizione in più movimenti, concepita per l'esecuzione notturna (intorno alle 23) e simile alla serenata. In altre lingue, come l'inglese, il termine italiano ha continuato a designare tale forma, mentre il francese nocturne è stato riservato ai notturni romantici.

## Storia
Prima del XIX secolo brani con il nome di Notturno ne furono composti molti, sia per formazioni strumentali sia per voce, tra cui basta rammentare Sammartini, Boccherini, ma soprattutto Mozart.
Nella sua forma più familiare di brano composto da un unico movimento e scritto generalmente per pianoforte solista, il notturno divenne popolare soprattutto nel XIX secolo. Tra le opere di questo genere, vi sono quelle di Felice Blangini che, pubblicate nel 1801, ebbero un notevole successo, pur senza essere dei capolavori. Ciò è dovuto in primo luogo al fatto che i tempi erano propizi al nuovo genere: le melodie facilmente orecchiabili, di carattere lirico ispirato all'opera teatrale, ma anche con una componente di sogno, ne favorirono la diffusione presso la borghesia e i salotti dell'epoca. Inoltre il pianoforte era lo strumento più presente nei salotti borghesi dell'epoca, ed era dunque necessario avere composizioni che non impegnassero eccessivamente le mani di pianisti poco esperti, o spesso dilettanti, come molti dei nobili ottocenteschi.
Il primo grande compositore di Notturni fu John Field, irlandese, vissuto fra Settecento e Ottocento, nonché allievo di Clementi. Egli si può considerare il padre dei Notturni: composizioni per pianoforte di carattere cantabile, con melodie ispirate al belcanto italiano e di andamento tranquillo. Esse sono per lo più opere in un'unica sezione monotematica, in forma di una monodia accompagnata.
In ogni caso, l'esponente più famoso di questa forma musicale fu Fryderyk Chopin, che ne scrisse 20. Le sue opere, in parte ispirate al melodramma italiano del tempo, sono il regno del bel suono e dell'espressione; opere di straordinaria invenzione melodica, sono divise in più sezioni tematiche contrastanti, alternano a sentimenti dolci e sognanti momenti cupi o di profondo sconforto. Caratteristica dei Notturni chopiniani è la grande ricchezza dell'ornamentazione di concezione innovativa e utilizzata come elemento stesso della melodia.
Notturni per pianoforte sono stati scritti anche in epoca successiva da compositori quali Gabriel Fauré ed Erik Satie. Celebre brano della musica del XIX secolo fu il Notturno n. 5 di Ignace Leybach, che è oggi praticamente dimenticato.
Particolarissimo brano che si può assimilare a un notturno è il quarto pezzo della suite All'aria aperta di Béla Bartók intitolato proprio Musica notturna in cui l'autore con una musica evocativa e surreale rievoca atmosfere misteriose, lunari, attraversate da suoni inaspettati.
Altri esempi di notturni comprendono quello per orchestra dalla musiche di scena del Sogno di una notte di mezza estate composto da Felix Mendelssohn per l'omonima commedia e i tre per orchestra e coro femminile di Claude Debussy, che ne compose anche uno per pianoforte nel 1892.
Il primo movimento della sonata "Chiaro di luna" di Beethoven è anche stato considerato un notturno (certamente Ludwig Rellstab, che le diede quel nome, lo percepiva come evocativo della notte), anche se Beethoven non lo definiva come tale.

## Altri Notturni
Come molti termini della musica classica, "notturno" ha trovato applicazioni anche nella musica pop. Ad esempio, Nocturne è il titolo di un disco di Siouxsie and the Banshees. Nocturne è anche il titolo della canzone con cui i Secret Garden hanno partecipato e vinto nel 1995 l'Eurovision Song Contest.
"Notturno" è il titolo di un album jazz di successo del Claudio Ottaviano Trio.
Nella musica leggera italiana famoso il "Notturno" di Riccardo Cocciante, quello delle Orme, del M°Giovanni Fenati, mentre Mia Martini incise due brani diversi con questo titolo.